# Kaderimin Yazıldığı Gün
Kaderimin Yazıldığı Gün (Angola/Moçambique: Surpresa do Destino) é uma telenovela turca, produzida pela O3 Medya e exibida pela Star TV de 22 de outubro de 2014 a 24 de dezembro de 2015, em 50 episódios, com direção de Sadullah Şentürk.
Conta com as participações de Özcan Deniz, Hatice Şendil, Begüm Kütük Yaşaroğlu e Gürbey İleri.

## Enredo
Uma família da alta classe espera que seu filho, Kahraman, lhes dê um herdeiro. Porém, sua esposa, Defne, tem dificuldade em conceber, eles procuram uma barriga de aluguel. Elif está desesperada para conseguir dinheiro e concorda em alugar a barriga, mas é enganada pela matriarca da família. Ela descobre que ela é de fato a mãe biológica do bebê e se esforça para recuperar seu filho. As coisas ficam complicadas pelo amor que cresce entre Elif e Kahraman, enquanto os Yörükhan se recusam a entregar seu herdeiro.

## Elenco
| Ator/Atriz            | Personagem             |
| --------------------- | ---------------------- |
| Özcan Deniz           | Kahraman Yörükhan      |
| Hatice Şendil         | Elif Doğan-Yörükhan    |
| Begüm Kütük Yaşaroğlu | Defne Başer-Yörükhan   |
| Gürbey İleri          | Kerem Serter           |
| Gül Onat              | Kıymet Yörükhan        |
| Metin Çekmez          | Ziya Yörükhan          |
| Hakan Meriçliler      | Yakup Yörükhan         |
| Goncagül Sunar        | Şükran Yörükhan        |
| Serdar Özer           | Maksut Karakoyunlu     |
| Ayşenur Özkan         | Canan Yörükhan         |
| Almila Ada            | Nehir Yörükhan         |
| Berrin Arısoy         | Meryem Yörükhan-Serter |
| Güneş Hayat           | Sultan Doğan           |
| Anıl Altan            | Selim                  |
| Elif Taş              | Nazlı Doğan            |

## Transmissão lusófona
Nos países lusófonos Angola e Moçambique, a trama estreou em 21 de maio de 2018, sob o título de Surpresa do Destino pelo canal de televisão por assinatura BoomTV.